# Muhammad Ikbál
Muhammad Ikbál (urdu nyelven: محمد اقبال, nyugatias átírással Muhammad Iqbal) (Sialkot, 1877. november 9. – Lahor, 1938. április 21.) urdu nyelven alkotó pakisztáni költő és filozófus. Írásait a legjobb urdu nyelvű lírai alkotásoknak tekinthetjük, Ikbált ma nemzeti hősként tisztelik Pakisztánban. Befolyását leginkább arra próbálta felhasználni, hogy a britek által irányított Indián belül élő muszlimokat abba az irányba terelje, hogy egy saját államot hozzanak létre. 1922-ben lovaggá ütötték.
Vallásos kiskereskedők családjában született a Brit Indiában található Szialkotban, majd Lahorban, később Európában tanult. 1905 és 1908 között a Cambridge-i Egyetemen szerzett filozófusi végzettséget.